# Hajo Lüdtke
Hans-Joachim „Hajo“ Lüdtke (* 17. September 1966) ist ein deutscher Poolbillardspieler.
Bei der deutschen Meisterschaft 1987 gewann er das 8-Ball-Finale gegen Günter Geisen. Im selben Jahr erreichte er bei der Poolbillard-EM das Halbfinale in derselben Disziplin, unterlag aber dem Schweden Ulf Hjalmvall mit 10:12. Anschließend konnte er aber das Spiel um Platz 3 gegen Rudi Zick für sich entscheiden und gewann  die Bronzemedaille.
Er spielt derzeit beim PBC Oberbruch, mit dem er in der Saison 2019/20 aus der Regionalliga abstieg.